# فريديريك نيماني
فريديريك نيماني (بالفرنسية: Frédéric Nimani)‏ (مواليد 8 أكتوبر 1988 في مرسيليا - فرنسا) لاعب كرة قدم فرنسي يلعب حاليا لصالح نادي الدرجة الممتازة بيرنلي الإنجليزي منذ 2010 في مركز المهاجم كما يجيد اللعب في مركز الجناح .

## روابط خارجية
- فريديريك نيماني على موقع رابطة كرة القدم الفرنسية للمحترفين (الإنجليزية)
- فريديريك نيماني على موقع قاعدة بيانات كرة القدم.إي يو (الإنجليزية)
- فريديريك نيماني على موقع بيانات كرة القدم. دي إي (الألمانية)
- فريديريك نيماني على موقع ليكيب (الفرنسية)
- فريديريك نيماني على موقع ناشيونال فوتبول تيمز (الإنجليزية)
- فريديريك نيماني على موقع Soccerway.com (الإنجليزية)
- فريديريك نيماني على موقع عالم كرة القدم.نت (الإنجليزية)